# الاسترداد (المكسيك)

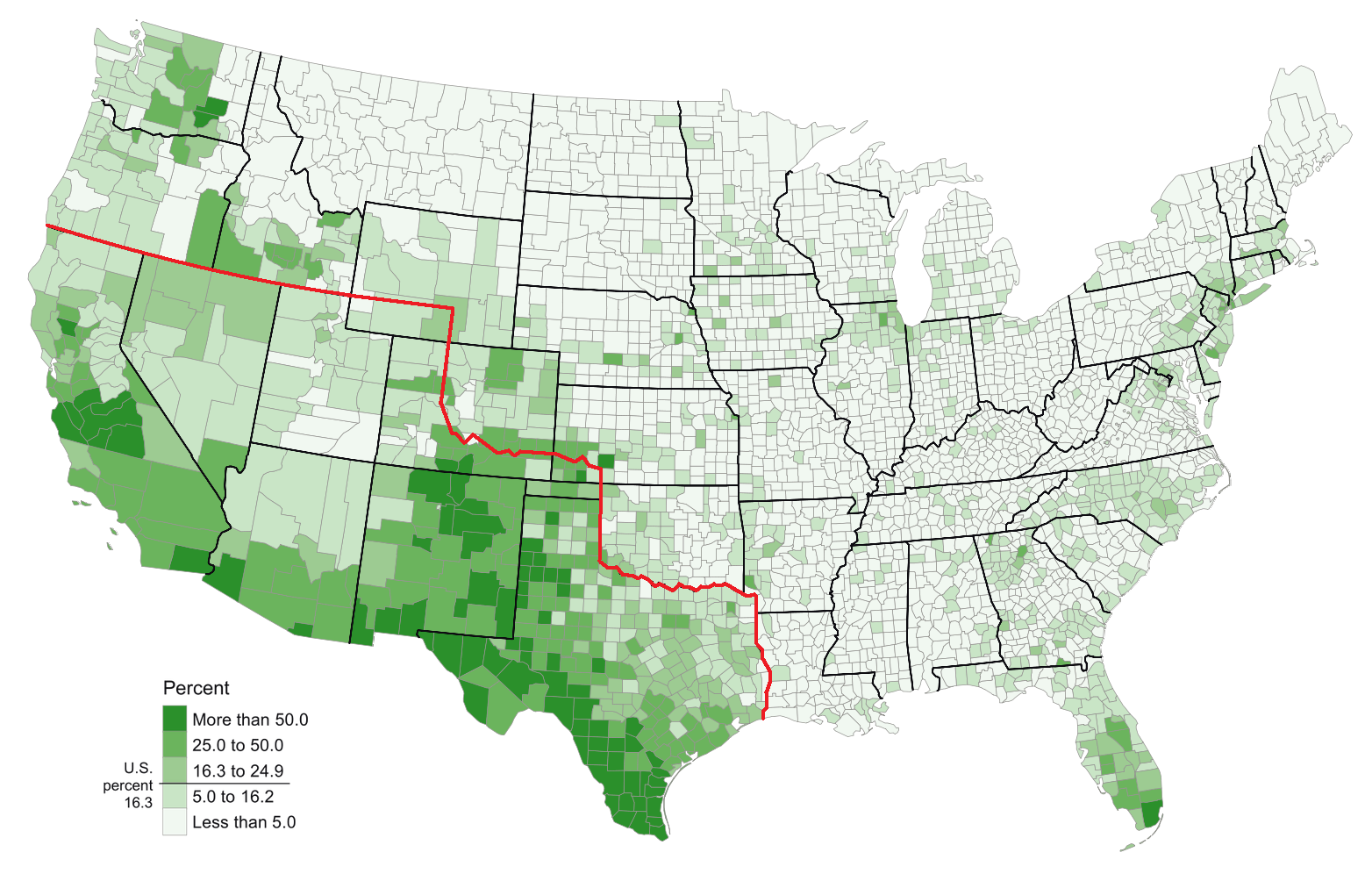

الاسترداد (الاستعادة)هو مصطلح يستخدم (وليس حصريًا) لوصف رؤية مختلف الأفراد والجماعات و/أو الدول التي تقول بأن المكسيك يجب أن تستعيد جنوب غرب الولايات المتحدة سياسيًا أو ثقافيًا. تكونت هذه الآراء غالبًا بناءً على أن إسبانيا طالبت بهذه الأراضي لقرون، وطالبت بها المكسيك منذ عام 1821 حتى تم التنازل عنها للولايات المتحدة في الضم العسكري لتكساس (1845) والتنازل المكسيكي (1848)، كنتيجة للحرب المكسيكية الأمريكية.

## خلفية
يعني مصطلح حروب الاسترداد «الاستعادة»، وهو شبيه بحروب الاسترداد المسيحية للأندلس، حيث أن مناطق الهجرة المكسيكية الكبرى والانتشار الثقافي ذات حدود مشتركة مع الأراضي التي اكتسبتها الولايات المتحدة من المكسيك في القرن التاسع عشر.

## وجهات النظر الثقافية

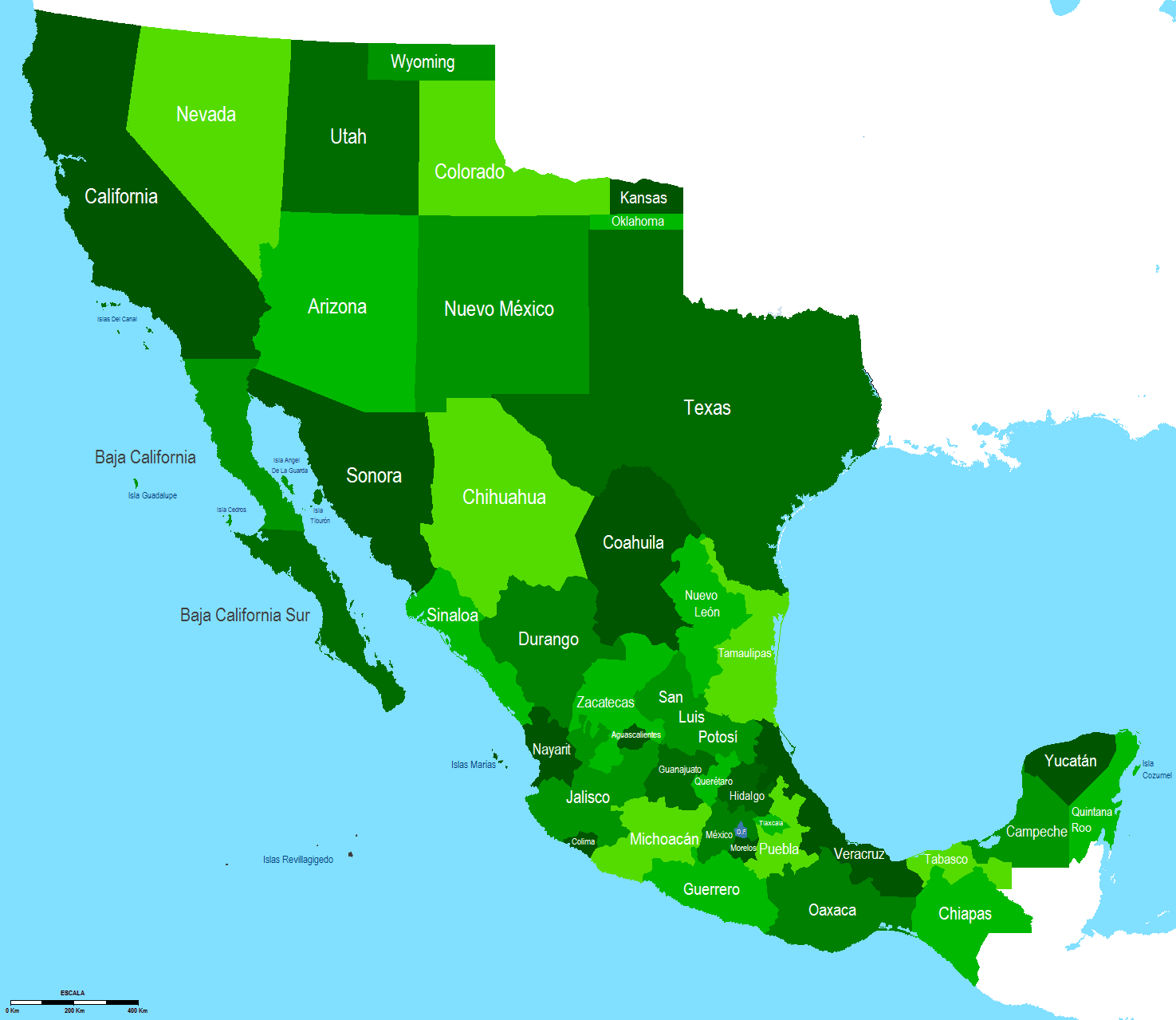
ولايات المكسيك الـ 42

### الكُتاب المكسيكيين
قالت إيلينا بونياتوسكا في مقال نشر في عام 2001 على بوابة تيرا الإلكترونية الأمريكية اللاتينية بعنوان «إن تقدم اللغة الإسبانية والهسبان يعتبر بمثابة استرداد(استعادة)»:
ذكرت إحدى المنابر الإعلامية الأمريكية مؤخرًا أنه في بعض الأماكن مثل لوس أنجلوس، إذا لم تكن تتحدث الإسبانية، فأنت «غريب». وهذا نوع من الاسترداد (الاستعادة) للأراضي التي خسروها والتي تحمل أسماء إسبانية وكانت مكسيكية في أحد الأزمنة.
بنبرة ودية، آخذةً استراحة، وبابتسامة على شفتيها، علقت الكاتبة المكسيكية بارتياح على التغيير الذي يحدث في الولايات المتحدة فيما يتعلق بفهم الهسبان وتقدم المجتمع اللاتيني فيما يخص حركات الهجرة:
إن شعب الصراصير والبراغيث الذين يأتون من الفقر والبؤس يتقدمون ببطء نحو الولايات المتحدة ويلتهمونها. لا أعرف ما الذي سينتج من كل هذا [في إشارة إلى العنصرية المفترضة التي يمكن ملاحظة وجودها ظاهريًا في الولايات المتحدة وبلدان أخرى]، لكن يبدو أنها [أي العنصرية] مرض فطري لدى البشر.
قال كارلوس فوينتس في كلمته الرئيسية في المؤتمر الدولي الثاني للغة الإسبانية الذي عقد في بلد الوليد، في إسبانيا، في عام 2003 بعنوان «وحدة وتنوع اللغة الإسبانية، لغة الملتقيات»، فيما يتعلق بـ «الاسترداد»:
حسنًا ، لقد استخدمت للتو تعبيرًا إنجليزيًا (مشيرًا إلى عبارة «ثقة الدماغ» في فقرة سابقة) يعيدني إلى القارة الأمريكية ، حيث يوجد 400 مليون رجل وامرأة ، من ريو غراندي حتى كايب هورن ، يتحدثون اللغة الإسبانية في المناطق التي كانت ملكيةً إسبانية لمدة 300 عام ؛ ولكن على مستوى قارة، يتكلم 35 مليون شخص آخر في شمال المكسيك، و في الولايات المتحدة ، ليسو موجودين فقط في الأراضي التي انتمت إلى إسبانيا الجديدة بدايةً والمكسيك، حتى عام 1848 -تلك الحدود الجنوبية الغربية التي تمتد من تكساس إلى كاليفورنيا- بل حتى في شمال المحيط الهادئ من ولاية أوريغون وإلى الغرب الأوسط من شيكاغو وحتى الساحل الشرقي لمدينة نيويورك.
لهذا السبب، قد يتحدث أحدهم عن استرداد (استعادة) الأراضي القديمة للإمبراطورية الإسبانية في أمريكا الشمالية. ولكن يجب أن نلفت الانتباه إلى حقيقة أننا بحاجة إلى تجاوز عدد الأشخاص الذين يتحدثون الإسبانية إلى مسألة ما إن كانت اللغة الإسبانية قادرة على المنافسة في مجالات العلوم والفلسفة وعلوم الكمبيوتر والأدب على مستوى العالم بأكمله أم لا. وهذه قضية أثارها إدواردو سوبريتس مؤخرًا.
يمكننا أن ننفي، ونجاوب بلا فيما يخص مجال العلوم، على الرغم من وجود علماء بارزين، لا يمكننا أن نزيد، لذلك يقول العالم الكولومبي العظيم، مانويل إلكين باتاريو، ليس لدينا في أمريكا الإيبيرية أكثر من 1% من علماء العالم.

في جزء آخر من خطابه، يعود فونتيز بشكل مختصر إلى فكرته عن «الاسترداد»:
من المثير للاهتمام أن نلاحظ ظهور ظاهرة لغوية جديدة تدعوها دوريس سومر من جامعة هارفارد بكياسة ودقة، «المزيج القاري»، أو السبانجليش أو الإسبانية، حيث يُستخدم التعبير الإنجليزي في بعض الأحيان، وفي أوقات أخرى، التعبير الإسباني، وهي ظاهرة ذات آفاق رائعة، خطرة في بعض الأحيان، خلّاقة دائمًا، ضرورية أو حتمية مثل الاحتكاك القديم مع الناواتال (لغة الأزتك)، على سبيل المثال، بفضل اللغة الإسبانية وبعض اللغات الأخرى، يمكننا اليوم أن نقول شوكولاتة وتوميتو وأفوكادو، وإذا لم يقل أحد الديك الرومي البري الذي يلفظ (غواكوليتي)، يمكن للمرء أن يقول الديك الرومي (بافو)، وهذا هو السبب في أن الفرنسيين حولوا كلمة الديك الرومي الأمريكية (غواكوليتي) إلى طيور جزر الهند، في حين أن الإنجليز، المشوشين تمامًا فيما يتعلق بالجغرافيا، أطلقوا عليه الاسم الغريب توركي (على دولة تركيا)، وتوركي (على الطائر)، ولكن ربما يعزى ذلك إلى بعض الطموحات غير المعترف بها في البحر الأبيض المتوسط، ومن جبل طارق إلى مضيق البوسفور.
باختصار، الاسترداد اليوم، ولكن إعادة الفتح التي حدثت مسبقًا، سيقودنا إلى حقيقة. كان قضية الغزو والاستعمار الإسباني للأمريكيتين من قبل الجيش الإسباني وإنسانيتها ذات مفارقات عديدة. فقد كانت كارثة بالنسبة للشعوب الأصلية في الأمريكيتين، ولا سيما للحضارة العظيمة للشعوب الأصلية في المكسيك والبيرو.
لكن تحذر ماريا ثامبرانو، بأن المصيبة، ستكون كارثية فقط إن لم يُعوض عنها شيء ما.
من كارثة الاسترداد، ولدنا جميعًا، الأمريكيين الإيبيرين الأصليين. في الحال، كنا ميستيثوين، رجال ونساء من دم هندي، إسباني، ثم أفريقي. كنا كاثوليك، لكن مسيحيتنا كانت الملجأ الذي وفق بين للحضارات الأصلية والأفريقية. ونحن نتحدث الإسبانية، ولكننا أضفنا على اللغة انعكاسًا أمريكيًا، وبيروفيًا، ومكسيكيًا ... توقفت اللغة الإسبانية عن كونها لغة الإمبراطورية، وتحولت إلى أكثر من ذلك بكثير ... [أصبحت] لغة عالمية للاعتراف بين الحضارات الأوروبية وحضارة إسكان الأصليين ...
وهكذا، يمكن النظر إلى مفهوم الاسترداد لدى بونياتوسكا وفوينتس على أنه استعارة للاتجاهات اللغوية من قبل مجموعة متنوعة من الشعوب التي لها صلات مشتركة وتاريخية باللغة الإسبانية داخل الأميركتين على مدار 500 عام، والذي يشمل، بالمناسبة، المنطقة الحدودية للجنوب الغربي للولايات المتحدة.

### الجبهة الوطنية للمكسيك
تعارض مجموعة الجبهة الوطنية للمكسيك الفرعية ما يرونه بأنه تأثيرات ثقافية أنجلو أمريكية وترفض معاهدة غوادالوبي هيدالغو، وكذلك ما يعتبره أعضاؤها «الاحتلال الأمريكي» للأراضي التي كانت تنتمي سابقًا إلى المكسيك وتشكل الآن جنوب غرب الولايات المتحدة.

تقول الجبهة على موقعها على الإنترنت:
نحن نرفض احتلال الأراضي الشمالية لأمتنا، وهوماكان سبب مهم للفقر والهجرة. نطالب بالاعتراف بمطالبتنا بجميع الأراضي التي احتلها الولايات المتحدة بالقوة في دستورنا، وسندافع بشجاعة، وفقًا لمبدأ تقرير المصير لجميع الشعوب، عن حق الشعب المكسيكي في العيش في كل أراضينا ضمن حدودها التاريخية، التي كانت موجودة ومعترف بها لحظة استقلالنا.

## مقاربة حقيقية

### تاريخيًا
في عام 1915، كشف القبض على بازيليو راموس (أحد المؤيدين المزعومين للديكتاتور المكسيكي فيكتوريانو ويرتا) في براونزفيل، في تكساس، عن وجود خطة سان دييغو، التي أعلنت هدفها وهو استعادة جنوب غرب الولايات المتحدة من أجل الحصول على الدعم المحلي في المكسيك لويرتا. ومع ذلك، تشير نظريات أخرى إلى أن «الخطة» صُممت بهدف دفع الولايات المتحدة إلى دعم فينوستيانو كارانسا، وهو زعيم رئيسي للثورة المكسيكية (التي حدثت في النهاية).
في عام 1917، وفقًا لما قالته برقية زيمرمان التي تم اعتراضها، كانت ألمانيا مستعدة لمساعدة المكسيك على «استعادة» أراضيها المفقودة في تكساس ونيو مكسيكو وأريزونا، مقابل الانضمام إلى ألمانيا كحليف ضد الولايات المتحدة خلال الحرب العالمية الأولى.